# Конрад V фон Вайнсберг
Конрад V фон Вайнсберг Млади (на немски: Konrad V von Weinsberg; * пр. 1301; † 1328) е господар на Вайнсберг.

## Произход
Той е вторият син на Конрад IV фон Вайнсберг Млади († 1323) и първата му съпруга графиня Луитгард фон Нойфен († 1299), дъщеря на рицар Хайнрих II фон Нойфен († сл. 1275). По-големият му брат е Вилд-Енгелхард († 1316). По-малкият му полубрат е Енгелхард VII († 1377).
Конрад V фон Вайнсберг умира през 1328 г. и е погребан в Лихтенщерн.

## Фамилия
Първи брак: пр. 5 януари 1315 г. с графиня Аделхайд фон Ханау († 18 януари 1325), дъщеря на граф Улрих I фон Ханау († 1305/1306) и Елизабет фон Ринек-Ротенфелс († 1299/1303). Те имат децата:
- Елизабет/Елза († 1368), омъжена на 21 март 1334 г. за Хартмут фон Кронберг, бургграф на Щаркенбург († 25 октомври 1334), син на Хартмут (Хартман) фон Кронберг († сл. 1300) и Маргарета фон Валдек
- Лукард, монахиня в Паденхаузен

Втори брак: през 1326 г. с Луитгард (Лукарда) Райц фон Бройберг (* 1304; † 1366), дъщеря-наследничка на Еберхард III фон Бройберг († 1323) и графиня Мехтилд фон Валдек († 1340). Тя е сестра на наследничката Елизабет Райц фон Бройберг († 1358), омъжена 1321 г. за граф Рудолф IV фон Вертхайм († 1355). Луитгард донася в брака си една четвърт от господството Бройберг в Оденвалд. Те имат един син:
- Конрад VI фон Вайнсберг († 1366), господар на Вайнсберг-Бройберг, женен I. пр. 1336 г. за графиня Мария фон Насау-Висбаден-Идщайн (* ок. 1324; † 1365/1366), дъщеря на граф Герлах I фон Насау-Висбаден-Идщайн († 1361) и Агнес фон Хесен († 1332); II. (1326/1365) за Маргарета фон Ербах-Ербах († 1395)

Луитгард (Лукарда) Райц фон Бройберг се омъжва втори път 1328 г. за Готфрид V фон Епщайн († 1336/1341) и донася една осма от наследството си в господството Бройберг, другата част остава на син ѝ Конрад VI фон Вайнсберг.